# Myrspelspindel
Myrspelspindel (Mecynargus sphagnicola) är en spindelart som beskrevs 1939 av Åke Holm. Arten ingår i släktet Mecynargus och familjen täckvävarspindlar. Myrspelspindel förekommer på Grönland, i Skandinavien, Ryssland, Mongoliet och Kanada. Den lever i öppna myrbiotoper och är en rovspindel. Inga underarter finns listade i Catalogue of Life.